# Gorny (raïon de Togoutchine)
 (juillet 2023).
Gorny (en russe : Горный) est une commune urbaine de Russie de type bourg ouvrier qui est située dans l'oblast de Novossibirsk.

## Géographie
Gorny se trouve au est de l'oblast de Novossibirsk, à 65 km à vol d'oiseau de Novossibirsk.

## Histoire
La localité est connue depuis 1953. 

## Population
Recensements (*) et estimations de la population,,: 
| 1970* | 1979* | 1989* | 2002* | 2010* | 2012  |
| ----- | ----- | ----- | ----- | ----- | ----- |
| 4 073 | 5 922 | 7 624 | 9 935 | 9 403 | 9 352 |

| 2013  | 2014  | 2015  | 2016  | 2017  | 2018  |
| ----- | ----- | ----- | ----- | ----- | ----- |
| 9 426 | 9 492 | 9 486 | 9 266 | 9 164 | 9 083 |

| 2019  | 2020  | 2021* | - | - | - |
| ----- | ----- | ----- | - | - | - |
| 9 014 | 8 901 | 8 967 | - | - | - |